# خطای ارثی متابولیسم چربی
خطای ارثی متابولیسم چربی (انگلیسی: Inborn error of lipid metabolism) به تعداد فراوانی اختلال ژنتیکی گفته می‌شود که در آنها، خطاهایی در متابولیسم اسید چرب وجود دارد. نام‌های دیگر این اختلالات، شامل «اختلالات اکسیداسیون چربی»، «اختلالات ذخیرهٔ چربی» بوده و یکی از چندین خطاهای متابولیسمی هستند که ناشی از نقایص آنزیم‌هایی هستند که در اکسیداسیون اسیدهای چرب در عضلات، کبد و سایر انواع سلول‌ها به منظور تأمین انرژی نقش دارند.
برخی از انواع این بیماری‌ها عبارتند از: مالونیک اسیدوری، بیماری ولمن، بیماری گوشه، بیماری نیمن پیک، بیماری فابری، بیماری کرابه، گانگلیوزیدوز، لکودیستروفی متاکروماتیک و آتروفی عضلانی نخاعی